# تیم رؤیایی (فیلم)
تیم رؤیایی (به انگلیسی: The Dream Team) فیلمی محصول سال ۱۹۸۹ و به کارگردانی هاوارد زیف است. در این فیلم بازیگرانی همچون مایکل کیتون، کریستوفر لوید، پیتر بویل، استیون فرست، لورین براکو، دنیس بوتسکاریس، مایلو اوشی، فیلیپ بوسکو، جیمز رمار، مایکل لمبک، لری پاین، فردا فوه شن، دنیس پارالاتو ایفای نقش کرده‌اند.